# Ligugé
Ligugé és un municipi francès situat al departament de la Viena i a la regió de la Nova Aquitània. L'any 2007 tenia 2.880 habitants.

## Demografia

### Població
El 2007 la població de fet de Ligugé era de 2.880 persones. Hi havia 1.144 famílies de les quals 258 eren unipersonals (123 homes vivint sols i 135 dones vivint soles), 466 parelles sense fills, 374 parelles amb fills i 46 famílies monoparentals amb fills.
La població ha evolucionat segons el següent gràfic:
Habitants censats

### Habitatges
El 2007 hi havia 1.245 habitatges, 1.172 eren l'habitatge principal de la família, 20 eren segones residències i 52 estaven desocupats. 1.170 eren cases i 69 eren apartaments. Dels 1.172 habitatges principals, 923 estaven ocupats pels seus propietaris, 227 estaven llogats i ocupats pels llogaters i 21 estaven cedits a títol gratuït; 12 tenien una cambra, 56 en tenien dues, 135 en tenien tres, 338 en tenien quatre i 632 en tenien cinc o més. 914 habitatges disposaven pel capbaix d'una plaça de pàrquing. A 433 habitatges hi havia un automòbil i a 660 n'hi havia dos o més.

### Piràmide de població
La piràmide de població per edats i sexe el 2009 era:
| Homes | Edats   | Dones |
| ----- | ------- | ----- |
| 0     | 95 o +  | 0     |
| 0     | 90 a 94 | 20    |
| 8     | 85 a 89 | 24    |
| 12    | 80 a 84 | 28    |
| 48    | 75 a 79 | 40    |
| 32    | 70 a 74 | 36    |
| 68    | 65 a 69 | 72    |
| 92    | 60 a 64 | 76    |
| 76    | 55 a 59 | 48    |
| 156   | 50 a 54 | 152   |
| 124   | 45 a 49 | 160   |
| 104   | 40 a 44 | 96    |
| 140   | 35 a 39 | 120   |
| 52    | 30 a 34 | 64    |
| 96    | 25 a 29 | 80    |
| 80    | 20 a 24 | 72    |
| 104   | 15 a 19 | 84    |
| 96    | 10 a 14 | 84    |
| 112   | 5 a 9   | 80    |
| 76    | 0 a 4   | 48    |

## Economia
El 2007 la població en edat de treballar era de 1.840 persones, 1.350 eren actives i 490 eren inactives. De les 1.350 persones actives 1.272 estaven ocupades (673 homes i 599 dones) i 78 estaven aturades (37 homes i 41 dones). De les 490 persones inactives 243 estaven jubilades, 148 estaven estudiant i 99 estaven classificades com a «altres inactius».

### Ingressos
El 2009 a Ligugé hi havia 1.212 unitats fiscals que integraven 2.900 persones, la mediana anual d'ingressos fiscals per persona era de 21.198,5 €.

### Activitats econòmiques
Dels 107 establiments que hi havia el 2007, 3 eren d'empreses alimentàries, 1 d'una empresa de fabricació de material elèctric, 9 d'empreses de fabricació d'altres productes industrials, 21 d'empreses de construcció, 17 d'empreses de comerç i reparació d'automòbils, 5 d'empreses de transport, 5 d'empreses d'hostatgeria i restauració, 2 d'empreses d'informació i comunicació, 7 d'empreses financeres, 9 d'empreses immobiliàries, 9 d'empreses de serveis, 7 d'entitats de l'administració pública i 12 d'empreses classificades com a «altres activitats de serveis».
Dels 42 establiments de servei als particulars que hi havia el 2009, 1 era una oficina de correu, 2 oficines bancàries, 5 tallers de reparació d'automòbils i de material agrícola, 7 paletes, 4 guixaires pintors, 4 fusteries, 1 lampisteria, 1 electricista, 5 perruqueries, 3 restaurants, 7 agències immobiliàries, 1 tintoreria i 1 saló de bellesa.
Dels 6 establiments comercials que hi havia el 2009, 1 era una botiga de menys de 120 m², 2 fleques, 2 carnisseries i 1 una floristeria.
L'any 2000 a Ligugé hi havia 20 explotacions agrícoles que ocupaven un total de 738 hectàrees.

## Equipaments sanitaris i escolars
L'únic equipament sanitari que hi havia el 2009 era una farmàcia.
El 2009 hi havia 1 escola maternal i 1 escola elemental.

## Poblacions més properes
El següent diagrama mostra les poblacions més properes.